# Motlatsi Maseela (Leichtathlet)
Motlatsi Maseela (* 1. Oktober 1971) ist ein ehemaliger lesothischer Sprinter.
Er trat bei den Olympischen Sommerspielen 1996 in Atlanta mit dem Team Mpho Morobe, Isaac Seatile und Makoekoe Mahanetsa in der 4 × 400-m-Staffel an.